# برنامج ألماز

رسمٌ تخطيطي لمحطة فضاء ألماز

كان برنامج ألماز (بالروسية: Алмаз) برنامجًا شديد السرية تضمن بناء محطات فضائية عسكرية سوفيتية، بدأ في أوائل ستينات القرن العشرين.
أُطلِقت ثلاث محطات استطلاع عسكرية مأهولة بين عامي 1973 و1976: ساليوت 2 وساليوت 3 وساليوت 5. لإخفاء الطبيعة العسكرية للبرنامج، سُميت محطات ألماز الثلاثة باسم محطات ساليوت المدنية. فشلت مهمة ساليوت 2 بعد وقت قصير من وصولها إلى المدار، لكن نجحت مهمتا ساليوت 3 وساليوت 5 في الاختبار المأهول الخاص بهما. بعد ساليوت 5، أدركت وزارة الدفاع السوفيتية في عام 1978 أن الوقت والموارد التي استهلكتها صيانة المحطة فاقت فوائد أقمار الاستطلاع الآلية.

## المحطات المدارية المأهولة
أُطلِقت ثلاث محطات فضائية من نوع ألماز أوه بّي إس بين عامي 1973 و1976 ضمن برنامج ساليوت: ساليوت 2 (أوه بّي إس 1) وساليوت 3 (أوه بّي إس 2) وساليوت 5 (أوه بّي إس 3). أطلقت خمس مهمات مأهولة إلى محطتي ساليوت 3 وساليوت 5، ووصلت ثلاث مهمات إلى محطاتها ونجحت مهمتان فقط بشكل كامل - أقام رواد فضاء الأطقم الثلاثة ما مجموعه 81 يومًا على متن محطات ألماز.
إلى جانب المحطات الفضائية الثلاثة التي تم إطلاقها، أوه بّي إس 1 و2 و3، بُنيت سبع إطارات فضائية أخرى لمحطات ألماز الفضائية قبل إلغاء البرنامج: أوه بّي إس 4 وألماز 205 وألماز 206 وألماز تي وألماز تي 2 (كوزموس 1870) وألماز 1 وألماز 2. أطلِقت محطتا ألماز تي 2 وألماز 1 بعد أن تم تعديلهما ليصبحا أقمارًا صناعية غير مأهولة تحمل جهاز رادار. حاليًا، تمتلك شركة إكسكاليبور ألماز محطتي ألماز 205 وألماز 206، وتخطط الشركة لإطلاق المحطتين.

### محطات ألماز التي تم إطلاقها

#### أوه بّي إس 1 (ساليوت 2)
أُطلِقت أول محطة ألماز (أوه بّي إس 1 أو ألماز 101.1) في 3 أبريل 1973. لإخفاء غرضها العسكري، سُميت علنًا ساليوت 2 عند وصولها إلى المدار. كان الطاقم مستعدًا للسفر إلى المحطة الفضائية، لكن أدى حادث بعد أيام من الإطلاق إلى تعطل المحطة وانخفاض ضغطها.

#### أوه بّي إس 2 (ساليوت 3)
أطلِقت مهمة أوه بّي إس 2 (أو ألماز 101.2)، تحت اسم ساليوت 3، في 25 يونيو 1974. أمضى طاقم مركبة (سويوز 14) 15 يومًا على متن المحطة في يوليو 1974. أُطلِقت رحلة استكشافية ثانية إلى المحطة في أغسطس 1974، لكنه فشلت في الوصول إلى المحطة. نجحت المحطة في اختبار تضمن إطلاق مدفع طائرة على قمر صناعي مستهدف بينما كانت المحطة غير مأهولة. خُفض مدار ساليوت 3 في يناير 1975.

#### أوه بّي إس 3 (ساليوت 5)
دخلت مركبة أوه بّي إس 3 (أو ألماز 103)، التي سُميت ساليوت 5 بعد إطلاقها، في مدار حول الأرض في 22 يونيو 1976. زار المحطة طاقمان في منتصف عام 1976 وأواخر عام 1977. خُفض مدار ساليوت 5 في 8 أغسطس 1977، وتحطمت عندما دخلت الغلاف الجوي للأرض.